# Ten Summoner's Tales
Ten Summoner's Tales es el cuarto álbum de estudio en solitario del músico inglés Sting. El título es un juego de palabras combinado de su apellido, Sumner, y un personaje de Los cuentos de Canterbury de Geoffrey Chaucer, el invocador. Lanzado en 1993, expresa un estado de ánimo notablemente optimista en comparación con su álbum anterior, el introspectivo The Soul Cages lanzado en 1991 después de la pérdida de sus padres.
Este álbum contiene dos éxitos estadounidenses; "If I Ever Lose My Faith in You" alcanzó el No. 17 en el Billboard Hot 100 mientras que "Fields of Gold" llegó al No. 23.

## Grabación
El álbum fue grabado en Lake House, Wiltshire, mezclado en The Townhouse Studio, Londres y masterizado en Masterdisk, Nueva York. La portada del álbum fue fotografiada en Wardour Old Castle en Wiltshire..
En la casa de campo de Lake House, propiedad de Sting, se filmó un vídeo de presentación de todo el álbum. El audio utilizado es en parte del álbum, y en parte tocado por la banda durante la filmación. Este vídeo fue lanzado junto con el álbum, y ganó un premio Grammy al mejor vídeo de formato largo en 1994. Fue dirigido por Doug Nichol y producido por Julie Fong.
También se lanzó un disco de entrevistas para el álbum, en el que Sting habla de todas las pistas del álbum.
La pista "Love Is Stronger Than Justice (The Munificent Seven)", fue titulada como homenaje a las películas Seven Samurai y The Magnificent Seven . Según la entrevista, la idea se le ocurrió a Sting cuando quiso escribir una canción en compás de 7/4 . La canción "Seven Days" también se destaca por la interpretación sofisticada del baterista Vinnie Colaiuta en compás de 5/4.

## Lista de canciones
Todas las canciones escritas y compuestas por Sting excepto donde se indica. 
| Ten Summoner's Tales |                                                        |                                    |          |  |
| N.º                  | Título                                                 | Escritor(es)                       | Duración |  |
| 1.                   | «If I Ever Lose My Faith in You»                       |                                    | 4:30     |  |
| 2.                   | «Love Is Stronger Than Justice (The Munificent Seven)» |                                    | 5:12     |  |
| 3.                   | «Fields of Gold»                                       |                                    | 3:42     |  |
| 4.                   | «Heavy Cloud No Rain»                                  |                                    | 3:39     |  |
| 5.                   | «She's Too Good for Me»                                |                                    | 2:30     |  |
| 6.                   | «Seven Days»                                           |                                    | 4:40     |  |
| 7.                   | «Saint Augustine in Hell»                              |                                    | 5:05     |  |
| 8.                   | «It's Probably Me»                                     | Sting, Eric Clapton, Michael Kamen | 4:57     |  |
| 9.                   | «Everybody Laughed but You»                            |                                    | 3:53     |  |
| 10.                  | «Shape of My Heart»                                    | Sting, Dominic Miller              | 4:38     |  |
| 11.                  | «Something the Boy Said»                               |                                    | 5:13     |  |
| 12.                  | «Epilogue (Nothing 'Bout Me)»                          |                                    | 3:39     |  |

## Personal
- Sting: voz, bajo, contrabajo, armónica, saxofón[2]
- Dominic Miller: guitarras
- Vinnie Colaiuta: batería
- David Sancious: teclados
- Larry Adler, Brendan Power: armónica
- John Barclay, Guy Barker: trompeta
- Sian Bell: violonchelo
- James Boyd: viola
- Richard Edwards: trombón
- Simon Fischer, Kathryn Greeley: violín
- David Foxxe: narrador/voz del diablo en "Saint Augustine in Hell" [3]
- Paul Franklin: pedal steel guitar
- Dave Heath: flauta
- Kathryn Tickell: gaitas de Northumberland, violín
- Mark Nightingale: trombón
- David Sanborn: saxofón

Producción
- Producida por Sting y Hugh Padgham
- Diseñado por Hugh Padgham
- Ingeniero asistente, asistente de mezcla: Pete Lewis
- Mezclado por David Tickle y Hugh Padgham
- Masterizado por Bob Ludwig

## Relanzamiento de 1998
Ten Summoner's Tales fue remasterizado y relanzado en 1998. La nueva edición del CD incluía un video extra de "If I Ever Lose My Faith in You". También incluyó la canción "Everybody Laughed But You", que fue excluida del lanzamiento original de 1993 en Estados Unidos y Canadá.  La pista instrumental de esa canción también se usó con una letra alternativa y se lanzó como "January Stars" en los sencillos "Seven Days" y "If I Ever Lose My Faith in You".

## Uso en medios
Las canciones "Shape of My Heart" y "Fields of Gold" fueron versionadas por varios artistas.

## Apariciones en bandas sonoras
Una versión diferente de "It's Probably Me", con Eric Clapton, apareció en los títulos iniciales de Lethal Weapon 3 (versión disponible como sencillo). La canción "Shape of My Heart" apareció en los créditos finales del film de 1994 Léon: The Professional,